# Zerstörungsfreie Prüfung im Bauwesen
Durch die zunehmende Alterung von Bauwerken gewinnt die Zerstörungsfreie Prüfung im Bauwesen (ZfP) an Bedeutung. Ihre Aufgabe ist im klassischen Sinne die Untersuchung der vorhandenen Bausubstanz auf Schädigungen. Aber auch bei der Qualitätssicherung während der Bauphase gewinnt die ZfP zunehmend an Bedeutung. Im Bauwesen sind meist Bauteile Gegenstand der Prüfung, vereinzelt können aber auch Verfahren der Werkstoffprüfung angewendet werden.

## Geschichte
Zur Untersuchung von Bauwerken auf Schäden werden bis heute hauptsächlich zerstörende Materialprüfverfahren angewendet. Dazu zählen unter anderem Härteprüfung an Betondruckwürfeln und -zylindern, Entnahme von Bohrkernen, Zug- und Biegeversuche etc. Durch die Notwendigkeit, für bestehende Bauwerke die Standsicherheit und Restlebensdauer zu beurteilen, wurden aus der Seismologie, der Medizintechnik sowie dem Maschinenbau bekannte Prüfverfahren nach den Anforderungen im Bauwesen weiterentwickelt, bzw. neue Verfahren für Bauspezifische Anwendungsgebiete entwickelt.

## Grundlagen

### Verfahren
Generell wird in der ZfP unterschieden zwischen aktiven und passiven Prüfverfahren. Bei aktiven Verfahren wird ein Signal durch das Bauteil gesendet und anschließend hinsichtlich Material- und Baustoffeigenschaften ausgewertet. Bei passiven Verfahren erzeugt das Bauteil das Signal selber. Dieses wird dann auf Entstehungsort und -typ ausgewertet.

### Elastische Wellen
Die in der ZfP eingesetzten Wellen (Schallwellen) können sich auf verschiedene Arten in dem zu untersuchenden Material ausbreiten. Die hierbei wichtigsten Wellenarten sind Longitudinalwellen (Primär- oder Kompressionswellen), Transversalwellen (Sekundär-, Scherwellen) und Oberflächenwellen (Rayleighwellen). Weitere Wellenarten, die auftreten können, sind Love-Wellen, Dehn- oder Biegewellen und Torsionswellen, die aber hier nur eine untergeordnete Rolle spielen. Für eine genauere Beschreibung der letztgenannten Wellen siehe Seismische Wellen.
Die Geschwindigkeit der Wellen hängt von Elastizitätsmodul {\displaystyle E}, Dichte {\displaystyle \rho } und Querdehnzahl (Poissonzahl) {\displaystyle \mu } des übertragenden Mediums ab. In festen, homogenen, isotropen, unendlich ausgedehnten Medien gilt:
{\displaystyle v_{\mathrm {prim{\ddot {a}}r} }={\sqrt {\frac {E\cdot (1-\mu )}{\rho \cdot (1-2\mu )(1+\mu )}}}~\left[{\frac {\mathrm {m} }{\mathrm {s} }}\right]}
{\displaystyle v_{\mathrm {sekund{\ddot {a}}r} }={\sqrt {\frac {E}{2\rho \cdot (1+\mu )}}}\approx {\frac {v_{\mathrm {prim{\ddot {a}}r} }}{\sqrt {3}}}~\left[{\frac {\mathrm {m} }{\mathrm {s} }}\right]}
{\displaystyle v_{\mathrm {Rayleigh} }\approx 0{,}9194\cdot v_{\mathrm {sekund{\ddot {a}}r} }~\left[{\frac {\mathrm {m} }{\mathrm {s} }}\right]}

Wellengeschwindigkeit in Beton

In Beton liegt die Primärwellengeschwindigkeit {\displaystyle \textstyle {v_{\mathrm {prim{\ddot {a}}r} }}} zwischen 3500 und 4600 {\displaystyle \textstyle {\frac {\mathrm {m} }{\mathrm {s} }}} (C12/15 bis C100/115). Bei unbekannter Betondruckfestigkeit kann in erster Näherung von {\displaystyle \textstyle {v_{\mathrm {prim{\ddot {a}}r} }}} = 4000 {\displaystyle \textstyle {\frac {\mathrm {m} }{\mathrm {s} }}} ausgegangen werden. Der Zusammenhang zwischen Wellengeschwindigkeit, Wellenlänge und Frequenz ist gegeben durch:
{\displaystyle f={\frac {v}{\lambda }}~\left[\mathrm {Hz} ={\frac {1}{\mathrm {s} }}\right]}
{\displaystyle \lambda ={\frac {v}{f}}~\left[\mathrm {m} \right]}

#### Reflexion
Trifft eine Schallwelle auf eine Grenzfläche, wird sie dort reflektiert bzw. gebrochen (Snelliussches Brechungsgesetz). Dabei bestimmt die akustische Impedanz den Anteil der reflektierten Wellenenergie. Je größer dabei der Impedanzunterschied, desto mehr Energie wird reflektiert. Die Impedanz Z wird bestimmt über die Dichte {\displaystyle \textstyle {\rho \left[{\frac {\mathrm {kg} }{\mathrm {m} ^{3}}}\right]}} des Materials und die entsprechende Schallwellengeschwindigkeit {\displaystyle \textstyle {v\left[{\frac {\mathrm {m} }{\mathrm {s} }}\right]}}:
{\displaystyle Z=\rho \cdot v\left[{\frac {\mathrm {kg} }{\mathrm {m} ^{2}\,\mathrm {s} }}\right]}
Die Impedanz von Luft bei 15 °C beträgt damit {\displaystyle \textstyle {417{,}0\,{\frac {\mathrm {kg} }{\mathrm {m} ^{2}\,\mathrm {s} }}}} und die Impedanz von Beton (C30/37) {\displaystyle \textstyle {9\,223\,159\,{\frac {\mathrm {kg} }{\mathrm {m} ^{2}\,\mathrm {s} }}}}. Das bedeutet, dass an einem Schichtwechsel Beton – Luft und umgekehrt der größte Teil der gesendeten Schallenergie reflektiert wird. Einerseits können dadurch Fehlstellen im Baukörper gut erkannt werden, andererseits ist es kaum möglich zu sehen, was hinter solchen Schichtwechseln liegt.

#### Auflösung
Je nach Zweck der Messung muss das Auflösevermögen und damit die Wellenlänge des Prüfimpulses angepasst werden. Je höher allerdings die Auflösung, desto kleiner die mögliche Eindringtiefe. Dies liegt an der Streuung und Absorption der Wellen im Bauteil. Die Schwierigkeit liegt also darin die Auflösung so hoch zu wählen, dass z. B. die Bewehrung gesehen werden kann, die Zuschläge im Beton die Wellen aber nicht schon streuen. Es werden alle Strukturen aufgelöst, die größer sind als die halbe Wellenlänge:
{\displaystyle \Delta l\approx {\frac {\lambda }{2}}={\frac {v}{2f}}}

#### Sender und Empfänger
Zur Erzeugung der Schallwellen werden Piezoelektrische Geber, mechanische Schläge (Impact) oder ZfP spezifische Sender, wie die Hsu-Nielson-Quelle (Bleistiftminenbruch), verwendet. Je nach Anforderung an Impulsstärke, Impulsdauer und Frequenzgehalt wird die passende Quelle gewählt.
Als Empfänger kommen hauptsächlich Beschleunigungsaufnehmer (piezoelektrische Sensoren) zum Einsatz. Diese werden eingeteilt in resonante, multiresonante und breitbandige Sensoren, wobei die Übergänge fließend sind. Sie unterscheiden sich hinsichtlich ihrer Frequenzantwortfunktion und Sensitivität und werden dem Aufgabengebiet entsprechend gewählt.

### Elektromagnetische Wellen
Elektromagnetische Wellen werden je nach Wellenlänge bzw. ihrer Frequenz unterschieden (siehe elektromagnetisches Spektrum).
Der Zusammenhang zwischen der Frequenz f und der Wellenlänge λ wird beschrieben durch:
{\displaystyle v=f\cdot \lambda }
worin {\displaystyle v} die Phasengeschwindigkeit ist.

#### Reflexion
Trifft eine elektromagnetische Welle auf eine Grenzfläche, wird sie dort reflektiert. Dabei bestimmt die Dielektrizitätskonstante den Anteil der reflektierten Wellenenergie. Je größer dabei die Dielektrizitätskonstante (materialabhängig) ist, desto mehr Energie wird reflektiert. Die Impedanz Z wird bestimmt über die magnetische Permeabilität {\displaystyle \textstyle {\mu }} des Materials und die Dielektrizitätskonstante{\displaystyle \textstyle {\epsilon }}:
{\displaystyle Z={\sqrt {\frac {\mu \cdot \mu _{0}}{\epsilon \cdot \epsilon _{0}}}}}
Die magnetische Permeabilität ist für alles Stoffe außer für Ferromagneten {\displaystyle \mu \approx 1}. Die Dielektrizitätskonstante von Wasser beträgt bei Raumtemperatur etwa {\displaystyle \epsilon \approx 81}.
Da dieser Wert sehr groß ist, hängt die Dielektrizität von Baustoffen stark von deren Feuchtigkeit ab. Die Dielektrizitätskonstante von Beton liegt zwischen 4 und 14.

#### Auflösung
Das Eindringvermögen von elektromagnetischen Wellen nimmt mit zunehmender Wellenlänge zu, die Auflösung ab. Radarwellen besitzen nach der Fresnelschen Theorie ein Auflösevermögen von
{\displaystyle r={\sqrt {{\frac {{\lambda }\cdot d}{2}}+{\frac {\lambda ^{2}}{16}}}}} wobei r die größte Ausdehnung des Objekts ist und d die Entfernung zum Objekt darstellt.
Demnach können mit einer 2,5 GHz Radarantennen im trockenen Beton Objekte von einer Größe minimal 6,4 cm in einer Tiefe von 10 cm geortet werden. Mit einer 300 MHz Radarantenne können im trockenen Beton 20 cm große Objekte in einer Tiefe von 10 cm geortet werden.

## Prüfverfahren in der ZfP

### Ultraschalllaufzeit-Verfahren
| Frequenzbereich: 20 – 250 kHz Verfahren: aktiv Zugänglichkeit: 2 Seiten |
| → Hauptartikel : Ultraschallprüfung                                     |

Auf beiden Seiten des zu untersuchenden Bauteils wird ein deckungsgleiches Messraster eingemessen. Anschließend wird die Laufzeit des Ultraschallimpulses für jeden Messpunkt ermittelt. Um Fehlstellen muss der Schall herumlaufen, was in einer höheren Laufzeit resultiert. Nach Bedarf kann auch das Frequenzspektrum oder die Intensität des empfangenen Signals gemessen werden.
Einsatzbereich:
- Ermittlung der Homogenität: eine kleine Streuung der Laufzeiten bedeutet eine hohe Gleichmäßigkeit der Ausführung.
- Minimierung zerstörender Bauteilprüfungen: im Bereich höherer Laufzeiten wird das Messraster verfeinert und somit die Schwachstelle eingegrenzt. Dort kann dann gezielt eine Probe entnommen werden.

Bemerkungen:
- Bauteil muss von beiden Seiten zugänglich sein.
- Hoher Zeitaufwand, da jeder Sender und Empfänger an das Bauteil angekoppelt werden muss.
- Aussagen über die Intensität sind schwierig, da die Ankopplungen quasi nicht reproduzierbar sind.

### Ultraschallecho-Verfahren
| Frequenzbereich: 40–200 kHz Verfahren: aktiv Zugänglichkeit: 1 Seite |
| → Hauptartikel : Ultraschallprüfung                                  |

Auf einem Messraster werden Ultraschallwellen in das Bauteil gesendet und die Reflexionen registriert. Ähnlich dem Ultraschalllaufzeit-Verfahren werden Laufzeit und gegebenenfalls Intensität und Frequenzspektrum gemessen.
Einsatzbereich:
- Lokalisierung von Konstruktionselementen und Fehlstellen: eine niedrige Laufzeit des Impulses bedeutet eine kleine Tiefe bis zum Impedanzsprung (Reflexionsstelle). Worum es sich handelt, kann nicht direkt aus einer einzelnen Messung gesagt werden, kann sich aber im Vergleich mit den anderen Messpunkten ergeben.
- Wanddickenmessung

Bemerkungen:
- Messung funktioniert nur bis zum ersten Impedanzsprung, ist also für hochbewehrte Bauteile ungeeignet.

### Frischbetonmessung
| Frequenzbereich: 1–250 kHz Verfahren: aktiv Zugänglichkeit: 1 Seite |
| → Hauptartikel : Ultraschallprüfung                                 |

In einem geometrisch definierten Messbehälter wird Frischbeton durchschallt und dabei die Schalllaufzeit, Energie, Frequenzspektrum und Temperatur über die Zeit aufgezeichnet. Aus diesen Daten können Rückschlüsse auf den Erstarrungsfortschritt gezogen werden.
Einsatzbereich:
- Optimierung des Arbeitsablaufs bei zeitkritischen Bauprozessen
- Qualitätssicherung
- Entwicklung neuer Baustoffe

Bemerkungen:
- Wesentlich zeitnaher am Bauprozess als herkömmliche Verfahren
- Gute Reproduzierbarkeit
- Materialeigenschaften werden zeitabhängig erfasst, nicht nur punktuell

### Impakt-Echo-Verfahren
| Frequenzbereich: 1–80 kHz Verfahren: aktiv Zugänglichkeit: 1 Seite |

Durch einen mechanischen Stoß wird das Bauteil zu Schwingungen angeregt. Zwischen den Grenzflächen (z. B. Sender auf der Oberfläche und Fehlstelle) bilden sich stehende Wellen aus. Über eine Fourieranalyse des empfangenen, also des reflektierten Signals, können diese Eigenfrequenzen bestimmt werden. Die niedrigste Eigenfrequenz ist {\displaystyle \textstyle f_{R}}, der Abstand d vom Sender zum Reflexionspunkt ergibt sich aus der Beziehung:
{\displaystyle d={\frac {v}{2f_{R}}}~\left[\mathrm {m} \right]}
Einsatzbereich:
- Lokalisierung von Konstruktionselementen und Fehlstellen
- Wanddickenmessung

Bemerkungen:
- Durch die relativ niedrigen Prüffrequenzen werden nur Elemente größer 2,5 cm aufgelöst, d. h., dieses Verfahren ist zum Auffinden von schlaffer Bewehrung ungeeignet, zur Wanddickenmessung dafür umso mehr.

### Schallemissionsanalyse
| Frequenzbereich: 10–300 kHz Verfahren: passiv Zugänglichkeit: 1 Seite |
| → Hauptartikel : Schallemissions  prüfung                             |

Unter Belastung sendet das Prüfobjekt Schallsignale aus. Grund hierfür ist die innere Rissbildung. Mit mindestens vier Empfängern wird die Laufzeit und das Frequenzspektrum des Signals gemessen. Drei Empfänger werden benötigt, um den Punkt im Raum zu bestimmen, an dem das Signal ausgesendet wurde, der vierte Empfänger ist zur Bestimmung des Sendezeitpunkts.
Einsatzgebiet:
- Lokalisierung von Schädigungen
- Bauteilüberwachung (Monitoring)

Bemerkungen:
- Schon sehr kleine Risse können detektiert werden.
- Durch das kontinuierliche Hintergrundrauschen kann die Auswertung sehr schwierig sein.

### Radar
| Frequenzbereich: 0,3–30 GHz Verfahren: aktiv Zugänglichkeit: 1 Seite |
| → Hauptartikel : Mikrowellen  prüfung                                |

Ein elektromagnetisches Wavelet wird in das Bauteil gestrahlt und die Reflexionen aufgezeichnet. Diese entstehen besonders an leitfähigen Stoffen und dielektrischen Strukturen.
Einsatzgebiet:
- Lokalisierung von Bewehrung und Spannkanälen
- Lokalisierung von Feuchtestellen

Bemerkungen:
- Sehr geringer Messaufwand
- Kein Ankopplungsproblem
- Nur Erfassung der obersten Bewehrungslagen möglich, d. h. bei hohem Bewehrungsgrad ist das Ultraschallecho - Verfahren vorteilhafter
- Die Radarprüfung ist ein Spezialfall der Mikrowellenprüfung.

### Infrarot-Thermografie
| Frequenzbereich: 25–150 THz Verfahren: passiv Zugänglichkeit: 1 Seite |
| → Hauptartikel : Thermografie                                         |

Das zu untersuchende Objekt sendet Wärmestrahlung aus, die von entsprechenden Kameras aufgenommen und in Falschfarbenbilder umgewandelt werden kann.
Einsatzbereich:
- Auffinden von Wärmebrücken
- Auffinden von verborgenen Strukturen (z. B. Fachwerke oder Fußbodenheizung)
- Lokalisierung von Feuchte- und Fehlstellen

Bemerkungen:
- Geringer Messaufwand, da ganze Bauwerke auf einmal gemessen werden können
- Hoher thermischer Kontrast notwendig
- Metalle reflektieren Wärmestrahlung, was zu falschen Ergebnissen führen kann

### Weitere Verfahren
- Sichtprüfung, Optische Kontrolle auf Fehler.
- Bewehrungsortung, Bestimmung der Lage einzelner Bewehrungsstäbe.
- Spannstahlbruchortung, Ortung von Rissen im Spannstahl.
- Potentialfeldmessung, Bewertung des Korrosionszustandes von Bewehrungsstahl.
- Rückprallhammer, Prüfung der Gleichmäßigkeit der Druckfestigkeit.